# 15228 Ронміллер
15228 Ронміллер (15228 Ronmiller) — астероїд головного поясу, відкритий 23 лютого 1987 року.
Тіссеранів параметр щодо Юпітера — 3,687.